# Psoralea cordata
Psoralea cordata là một loài thực vật có hoa trong họ Đậu. Loài này được (Thunb.) SALTER miêu tả khoa học đầu tiên năm 1939.